# Bahnhof Taketoyo
Der Bahnhof Taketoyo (jap. 武豊駅, Taketoyo-eki) ist ein Bahnhof auf der japanischen Insel Honshū. Er wird von der Bahngesellschaft JR Central betrieben und befindet sich in der Präfektur Aichi auf dem Gebiet der Stadt Taketoyo, südlich von Nagoya.

## Verbindungen
Taketoyo ist die südliche Endstation der Taketoyo-Linie, die in Ōbu von der Tōkaidō-Hauptlinie abzweigt und von der Bahngesellschaft JR Central betrieben wird. Tagsüber verkehren Lokalzüge mit Halt an allen Bahnhöfen im Halbstundentakt. Während der Hauptverkehrszeit werden diese durch Eilzüge ersetzt, die bis zu dreimal je Stunde umsteigefreie Verbindungen zwischen Taketoyo und Nagoya anbieten, wobei bis Ōbu weiterhin sämtliche Bahnhöfe bedient werden.
Vor dem Bahnhof hält eine Buslinie des städtischen Verkehrsbetriebs. Etwa 400 Meter im Südwesten steht der Bahnhof Chita-Taketoyo an der Meitetsu Kōwa-Linie.

## Anlage
Der Bahnhof steht im zentralen Stadtteil Kanage und ist von Wohnvierteln umgeben. Etwa einen halben Kilometer stehen im Bereich des alten Hafens mehrere Fabriken, darunter von Tōkai Carbon und Pfizer. Die Anlage ist von Norden nach Süden ausgerichtet und ist, obwohl sie am Streckenende liegt, als Durchgangsbahnhof konzipiert. Sie umfasst drei Gleise, von denen das östlichste dem Personenverkehr dient. Dieses liegt an einem teilweise überdachten Seitenbahnsteig, der unmittelbar an das Empfangsgebäude grenzt. Die beiden anderen Gleise dienen zum Abstellen von Zügen. Alle drei Gleise enden knapp hundert Meter südlich des Empfangsgebäudes, die anschließende Trasse zum ehemaligen Hafenbahnhof ist teilweise noch erkennbar. Auf dem Vorplatz steht auf einem Sockel eine Büste in Erinnerung an den Bahnhofsvorstand Hiroshi Takahashi (siehe unten).
Im Fiskaljahr 2019 nutzten durchschnittlich 697 Fahrgäste täglich den Bahnhof.

## Bilder

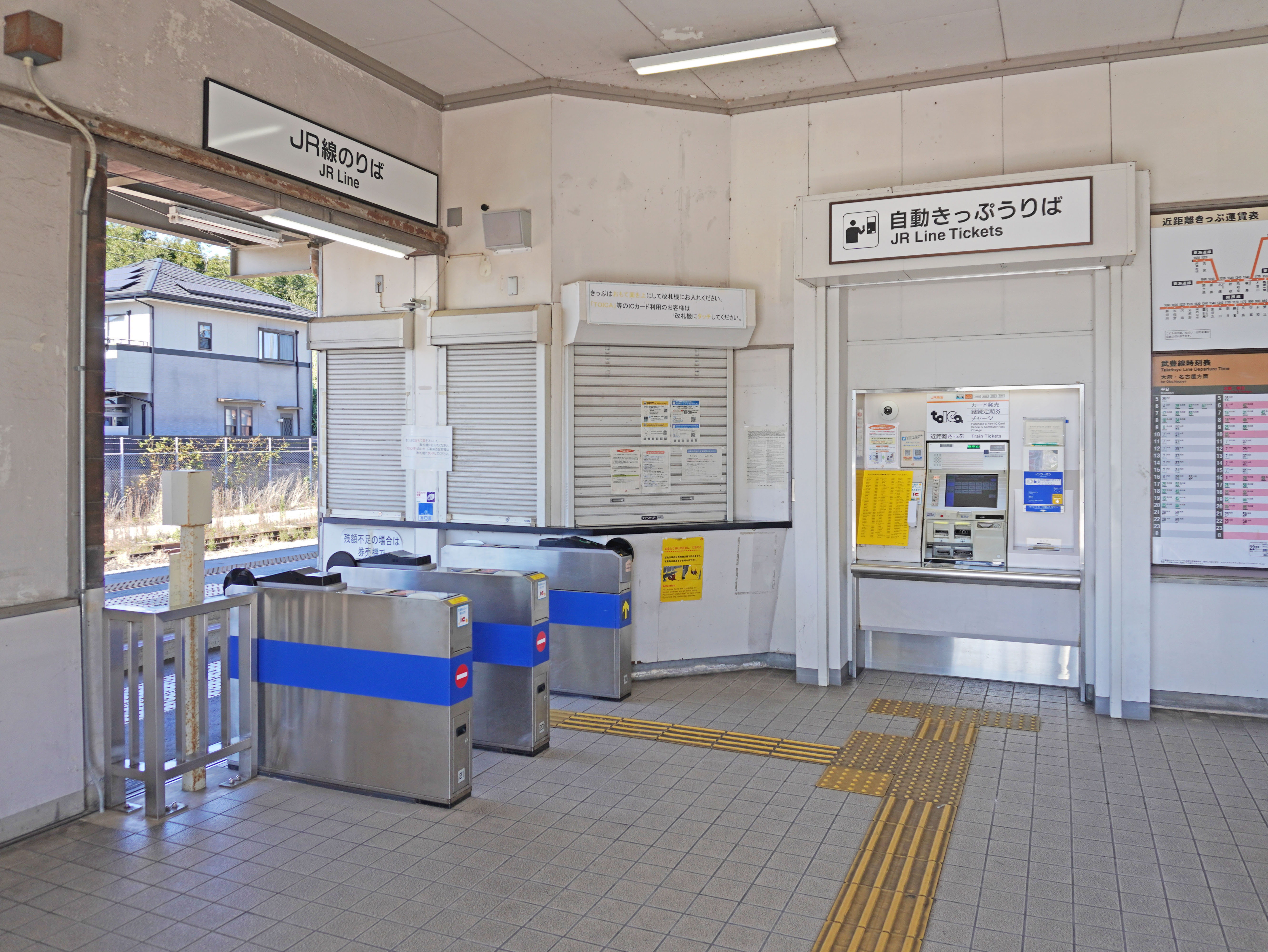
Bahnsteigsperre
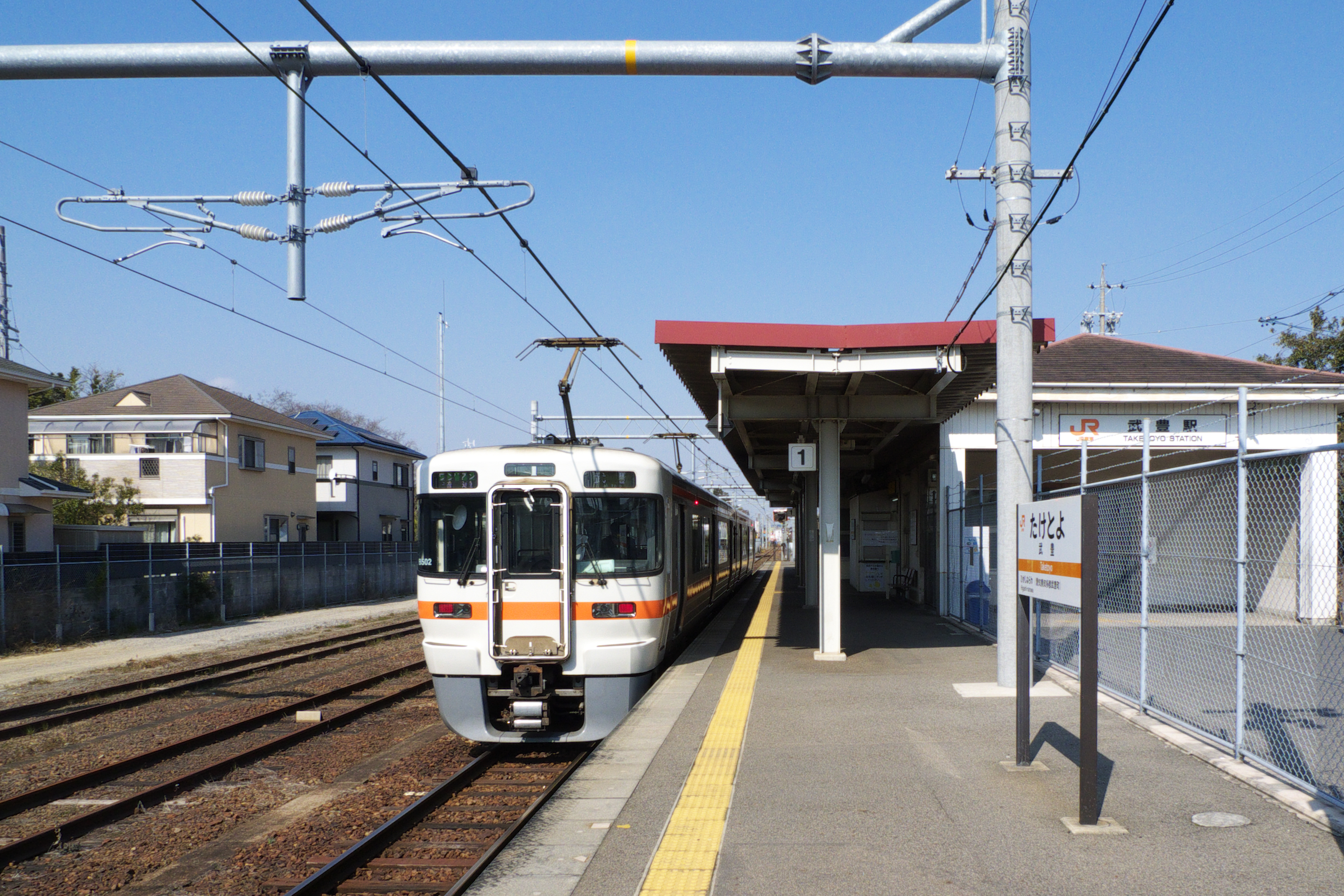
Bahnsteig mit Triebzug
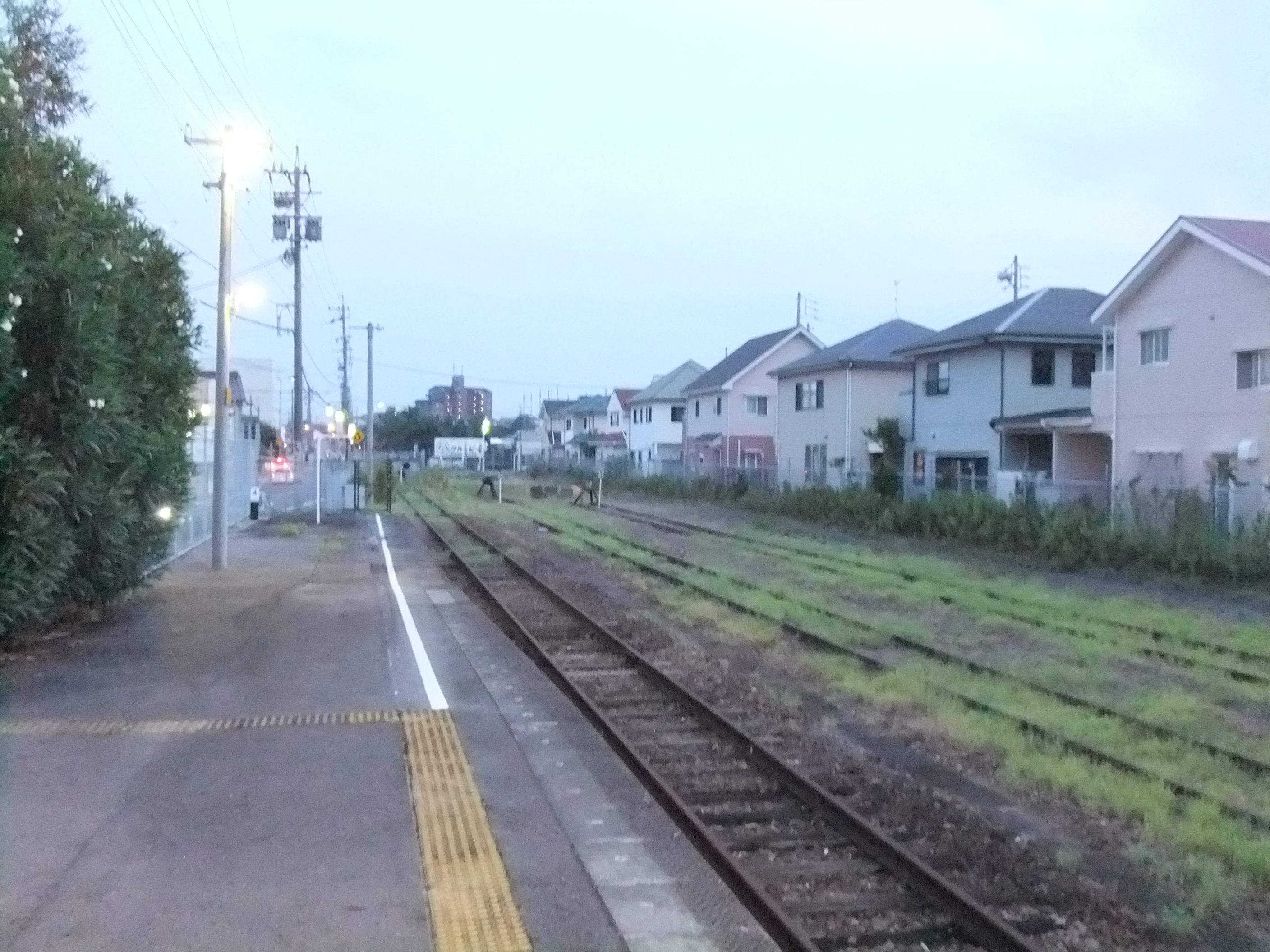
Streckenende
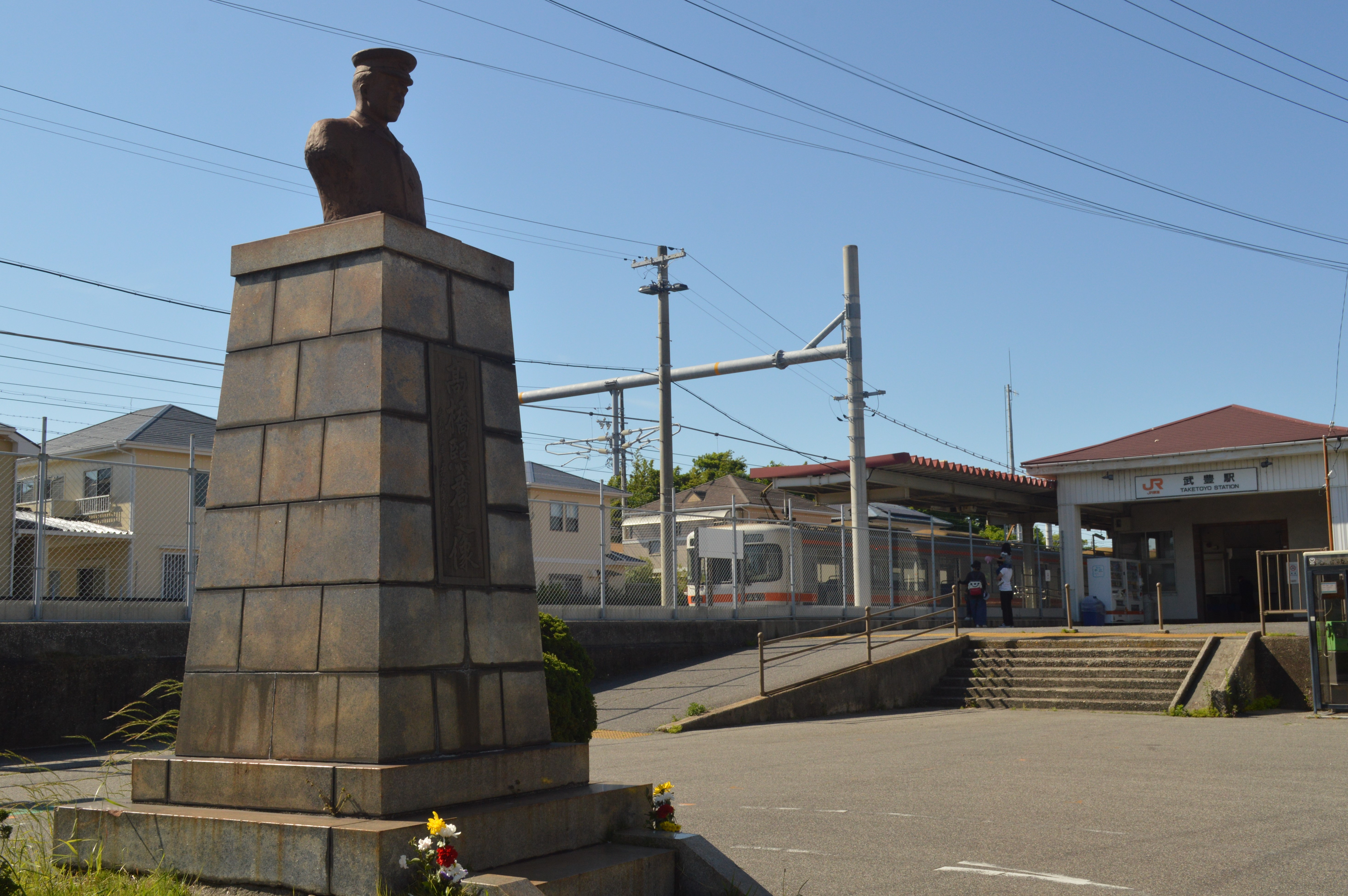
Büste zu Ehren von Hiroshi Takahashi
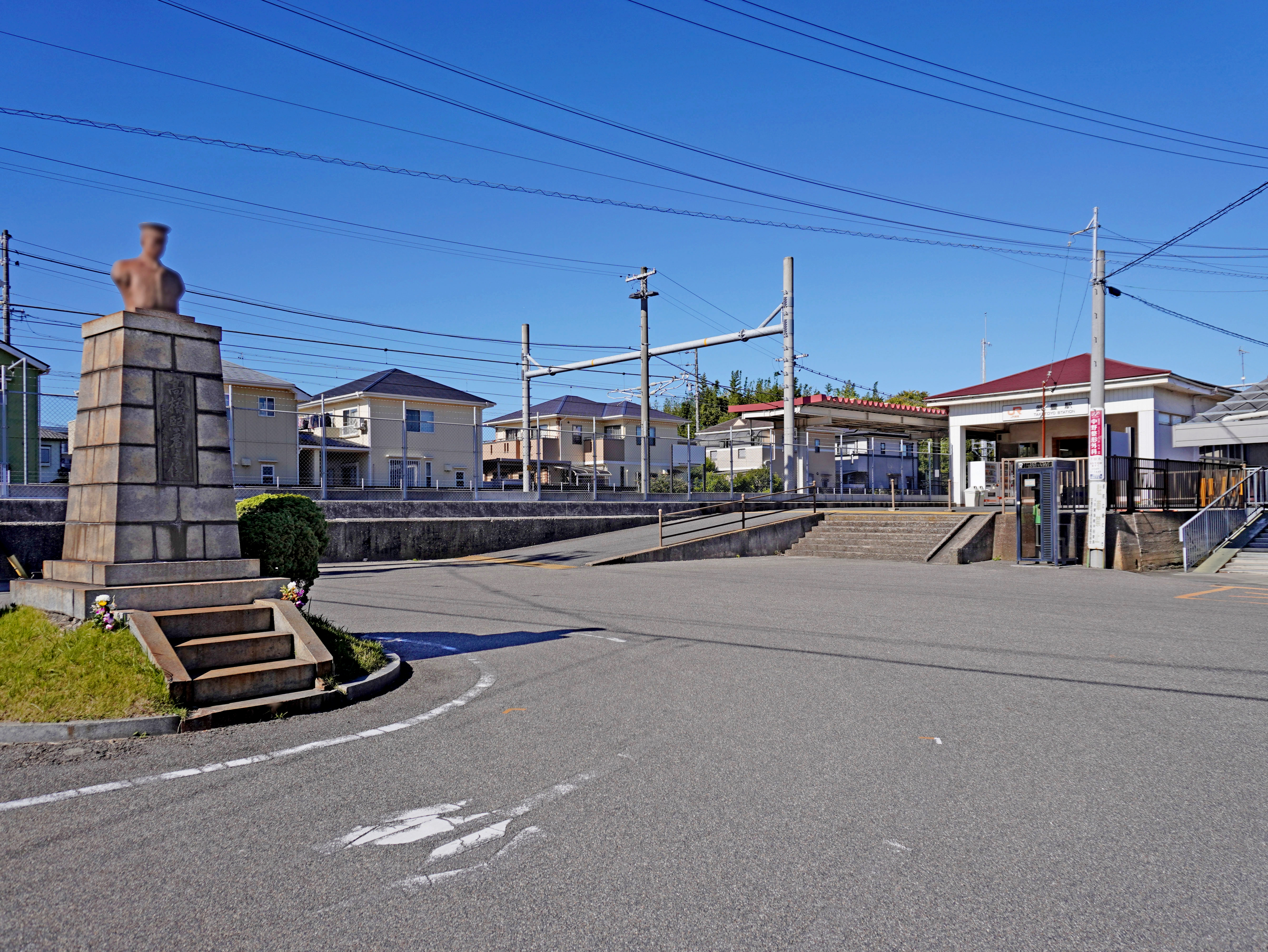
Bahnhofsgebäude und Bahnhofsplatz

## Linien
| Verlauf der Taketoyo-Linie                                                                                  |
| --- |
| Ōbu • Owari-Morioka • Ogawa • Ishihama • Higashiura • Kamezaki • Okkawa • Handa • Higashi-Narawa • Taketoyo |

## Geschichte
Die Taketoyo-Linie und ein Teil der Tōkaidō-Hauptlinie entstanden gemeinsam, um möglichst große Mengen an Baumaterialien (insbesondere importierte Schienen und Stahlträger) über den Hafen von Taketoyo herbeischaffen zu können. Zur Entladung des Baumeterials entstand ein 140 Meter langer hölzerner Pier, der als Anlegestelle für die Frachtschiffe diente. So erfolgte am 1. April 1886 sowohl die Eröffnung der gesamten Taketoyo-Linie als auch des daran anschließenden Abschnitts nach Atsuta südlich von Nagoya. Am 1. Juni 1892 wurden die Strecke und der Bahnhof leicht nach Westen zum heutigen Standort verschoben.
Von Taketoyo aus führten mehrere Anschlussgleise zu benachbarten Industriebetrieben. Das mit Abstand längste bestand ab 1923 und erschloss die Nippon-Öl- und Fettwerke; sie war mehr als zwei Kilometer lang und unterquerte die Meitetsu Kōwa-Linie. Als Inselbetrieb war sie mit 550 V Gleichspannung elektrifiziert und Elektrolokomotiven zogen Güterzüge vom Bahnhof zum Werksgelände; zusätzlich verkehrte morgens und abends je ein Arbeiterzug. In Betrieb war dieses Anschlussgleis bis 1986. In den 1920er Jahren bestanden Pläne, es bis nach Utsumi zu verlängern, um eine Schießpulverfabrik zu erschließen, doch das Projekt wurde nie weiterverfolgt und die 1927 erteilte Lizenz erlosch acht Jahre später ungenutzt. Hingegen wurde die Taketoyo-Linie am 1. April 1930 um einen Kilometer zum neuen Hafenbahnhof Taketoyo-minato verlängert, wobei dieser Abschnitt ausschließlich dem Güterverkehr diente.
Ein Taifun, der am 25. September 1953 wütete, durchbrach einen Wellenbrecher und verursachte eine Flutwelle, die die Bahnlinie wegspülte. Der Bahnhofsvorstand Hiroshi Takahashi lief mit einer Fackel in der Hand zum benachbarten Bahnhof Higashi-Narawa, um den dort ankommenden Gegenzug über die ungewöhnliche Situation zu informieren. Der Lokführer bemerkte die vor ihm flackernde Fackel und legte etwa 400 Meter vor der weggespülten Stelle eine Notbremsung ein, bevor er zurückkehrte und so etwa 30 Fahrgäste und das Zugpersonal rettete. Takahashi konnte nicht mehr nach Taketoyo zurückkehren und wurde am folgenden Nachmittag tot aufgefunden, wobei er den Container mit den Signallampen noch immer mit beiden Händen festhielt. Die Medien berichteten landesweit über diesen Vorfall und lobten Takahashis Handeln als vorbildlich für einen Angestellten der Staatsbahn. Mit Spenden von Mitarbeitern der Staatsbahn sowie von Grund- und Mittelschülern aus ganz Japan wurde eine Büste auf einem Sockel geschaffen, die an seine Verdienste erinnert.
Am 20. Dezember 1965 legte die Staatsbahn den Abschnitt zwischen Taketoyo und dem Hafenbahnhof wieder still. Aus Rentabilitätsgründen stellte sie am 10. Januar 1984 den Güterumschlag ein. Im Rahmen der Staatsbahnprivatisierung ging der Bahnhof am 1. April 1987 in den Besitz der neuen Gesellschaft JR Central über. Seit der Einführung des ferngesteuerten Betriebs am 1. Oktober 2013 ist er nicht mehr mit Personal besetzt. Am 1. März 2015 erfolgte die Elektrifizierung der gesamten Taketoyo-Linie.